# ایسو-این
ایسو-این (به ژاپنی: 瑛想院 えいそういんi); ۱۲ فوریهٔ ۱۷۸۲ – ۲۶ آوریل ۱۸۷۵)، ماسوکو 補子（ますこ） یا ای 永（えい）، همسر غیراصلی توکوگاوا هاروتوشی و مادر توکوگاوا ناری‌آکی ارباب قلمرو میتو اهل ژاپن بود.

## زندگی‌نامه
او در کیوتو به عنوان دختر ماچی سوکه‌هو (پسر سوم گون دایناگون کاراسوما میتسوتانه)، راهب سابق معبد شونان-این، متولد شد و توسط عمویش، گون دایناگون تویاما میتسوتانه، به فرزندی پذیرفته شد.
در سال ۱۷۹۵، در سن ۱۴ سالگی (طبق محاسبه سنی ژاپنی)، او همسر غیراصلی توکوگاوا هاروتوشی (که بعدها ارباب قلمرو میتو شد و در آن زمان وارث بود) شد. هاروکی سال قبل همسرش کاتاهیمه و دو دخترش را به ترتیب از دست داده بود و از آنجایی که پس از آن همسری نداشت، تصور می‌شود که او یکی از همسر غیراصلی‌های انتخاب شده بوده است. در سال ۱۷۹۶، او رین‌هیمه (کیوکو)، در سال ۱۷۹۷، هوهیمه و در سال ۱۸۰۰، یک پسر و دو دختر از کیزابورو (توکوگاوا ناری‌آکی) به دنیا آورد. در سال ۱۸۱۶، پس از مرگ هاروکی، او راهبه شد و نام ایسو-این را برای خود برگزید.
هشتمین ارباب قلمرو، پسر بزرگ توکوگاوا هاروتوشی، توکوگاوا نارینوبو ja:徳川斉脩، جانشین او شد، امانارینوبو فرزندی نداشت و پس از مشکلی در جانشینی، ناری‌آکی به عنوان پسرخوانده‌اش، نهمین ارباب شد. مادر ارباب، ناری‌آکی، همسر ناری‌آکی، مینه‌جوین، بود که او نیز دختر شوگون ایناری بود و فردی بود که ناری‌آکی نمی‌توانست به او بی‌اعتنا باشد. در فوریه ۱۸۳۳ (تنپو ۴)، ایسو-این به میتو، قلمرو خود، رفت. مطابق با سیاست آموزشی ناری‌آکی، فرزندان ناری‌آکی، به جز پسر بزرگش، یوشیاتسو، از ادو به میتو فرستاده شدند و در قلعه میتو زندگی و تحصیل کردند. در «پرتره‌های یوشیکو و ریوکو شوکوشی»، که فرزندان ناری‌آکی را به تصویر می‌کشد، پیرزنی با سر تراشیده و تاج سیاه به تصویر کشیده شده است که گمان می‌رودایسو-این باشد. «سککوموکای بونکی» شامل داستانی دربارهٔ توکوگاوا یوشینوبو است، زمانی که او در میتو تحصیل می‌کرد. در آن زمان، ایسو-این در مکانی به نام میدوری-نو-ما در قلعه میتو زندگی می‌کرد و از آنجایی که او مادربزرگ بیولوژیکی فرزندان ناری‌آکی بود، رسم بر این بود که همه شاهزاده‌های ساکن قلعه میتو در روزهای اول، پانزدهم و بیست و هشتم هر ماه در میدوری-نو-ما جمع شوند و به یکدیگر سلام کنند. ایسو-این از تمام شیطنت‌هایی که یوشینوبو انجام می‌داد، خبردار شد، بنابراین روزی او را رو در رو به شدت سرزنش کرد. با این حال، یوشینوبو به جای عذرخواهی، برخاست و او را «کاهن» خطاب کرد و محکم به سرایسو-این کوبید. به دلیل این بی‌ادبی فاحش، یوشینوبو مورد سرزنش و تنبیه شدیدتری قرار گرفت و ناری‌آکی با شنیدن داستان، دستور داد که یوشینوبو را در اتاقی حبس و در خانه‌اش حبس کنند. با این حال، از آنجا که «راهبه فردی فوق‌العاده شجاع بود»، به این معنی که آیسوین شخصیت بسیار شجاعی داشت، آیسوین علاقه بیشتری به طبیعت سرزنده یوشینوبو پیدا کرد و از آن پس هر زمان که اتفاقی می‌افتاد، شخصاً به او آموزش می‌داد و او را نصیحت می‌کرد.